# Semaeomyia azteka
Semaeomyia azteka är en stekelart som först beskrevs av August Schletterer 1886.  Semaeomyia azteka ingår i släktet Semaeomyia och familjen hungersteklar. Inga underarter finns listade i Catalogue of Life.